# Jeremy Bernstein
Jeremy Bernstein (Rochester, Nova Iorque, 31 de dezembro de 1929) é um físico estadunidense.

## Infância
Os pais de Bernstein, Philip S. Bernstein, um rabino reformista, e Sophie Rubin Bernstein, o batizaram com o nome bíblico Jeremias, assunto da dissertação de mestrado de seu pai. Os pais de Philip foram imigrantes da Lituânia, enquanto Sophie era descendente de judeus russos. A família se mudou de Rochester para a cidade de Nova Iorque durante a Segunda Guerra Mundial, quando seu pai tornou-se chefe de todos os capelães judeus das forças armadas.

## Educação e carreira
Bernstein estudou na Universidade Harvard, recebendo o grau de bacharel em 1951, mestre em 1953 e Ph.D. em 1955, com uma tese sobre as propriedades eletromagnéticas do deutério, orientado por Julian Schwinger. Como um físico teórico, trabalhou sobre física de partículas elementares e cosmologia. Em um verão passado no Laboratório Nacional de Los Alamos obteve um cargo no Instituto de Estudos Avançados de Princeton. Em 1962 tornou-se um membro da faculdade da Universidade de Nova Iorque, seguindo depois como professor de física do Stevens Institute of Technology em 1967, cargo que continuou a ocupar como professor emérito. Teve cargos de adjunto ou visitante no Laboratório Nacional de Brookhaven, Organização Europeia para a Pesquisa Nuclear CERN), Oxford, Universidade de Islamabad e École Polytechnique.
Também trabalhou no Projeto Orion, investigando o potencial da propulsão por pulso nuclear para uso em viagens espaciais.

## Escritos em ciência popular
Bernstein é mais conhecido por suas obras sobre ciência popular e sobre perfis de cientistas. Foi membro do quadro de escritores do The New Yorker de 1961 a 1995. Também escreveu regularmente para o The Atlantic Monthly, o New York Review of Books e o Scientific American, dentre outros. Dentre seus livros estão "Physicists on Wall Street and Other Essays on Science and Society" (2010), "Nuclear Weapons: What You Need to Know" (2010), "Quantum Leaps" (2009), "Hitler's Uranium Club: The Secret Recordings at Farm Hall" (2000), "In the Himalayas: Journeys through Nepal, Tibet, and Bhutan" (1996), e outros, mais de 15 livros no total. "The Life It Brings", uma memória autobiográfica, foi publicado em 1986.

## Livros
- Elementary Particles and Their Currents, Freeman 1968
- Kinetic Theory in the Expanding Universe, Cambridge University Press, 1988
- Cosmological Constants – Papers in Modern Cosmology (com Gerald Feinberg), Columbia University Press 1986, ISBN 978-0-231-06376-0
- Plutonium – a History of the World's Most Dangerous Element, Cornell University Press 2009
- Nuclear Weapons – What You Need to Know, Cambridge University Press, ISBN 978-0-521-88408-2
- The Life it Brings – One Physicist's Beginnings, Ticknor and Field, Penguin 1987
- A Theory of Everything, Springer 1996 (Ensaios)
- Quantum Profiles, Princeton University Press 1990 (conversas com os físicos John Stewart Bell e John Archibald Wheeler, e a correspondência de Einstein com Michele Besso), ISBN 0-691-08725-3
- Three Degrees Above Zero – Bell Labs in the Information Age, Scribners, Nova Iorque 1984
- A Physicist on Wall Street and Other Essays on Science and Society, Springer 2008, ISBN 978-0-387-76505-1
- Albert Einstein and the Frontiers of Physics, Oxford University Press 1996
- Science Observed – Essays Out of My Mind, Basic Books 1982
- Cranks, Quarks and the Cosmos – Writings on Science, Basic Books 1993
- The Merely Personal: Observations on Science and Scientists, Ivan Dee, Chicago 2001
- Oppenheimer – Portrait of an Enigma, Ivan Dee, Chicago 2004, ISBN 978-1-566-63569-1
- Hans Bethe – Prophet of Energy, Basic Books 1980
- Hitler's Uranium Club – The Secret Recordings of Farm Hall (com David C. Cassidy), American Institute of Physics 1996
- Analytical Engine – Computers Past, Present and Future, Random House 1964
- Comprehensible World – on Modern Science and its Origin, Random House 1967
- Einstein, Viking Press 1973, Penguin Books 1976
- Secrets of the Old One: Albert Einstein 1905, Copernicus Books, Nova Iorque, 2006
- Experiencing Science, Basic Books 1978
- Modern Physics (com Paul Fishbane e Stephen Gasiorowicz), Prentice Hall 2000
- Tenth Dimension: an Informal History of High Energy Physics, McGraw Hill 1989
- Quantum Leaps, Belknap Press 2009

## Documentários
- To Mars by A-Bomb: The Secret History of Project Orion